# روی مالکولم اندرسون
روی مالکولم اندرسون (انگلیسی: Roy M. Anderson؛ زادهٔ ۱۲ آوریل ۱۹۴۷) یک دانشمند اهل بریتانیا است.